# محمد سعيد حيرسي مورغان
محمد سعيد حيرسي مورغان هو قائد عسكري صومالي وكان صهر محمد سياد بري. حملته العسكرية في عام 1992 في جنوب الصومال أحد الأسباب الرئيسية للمجاعة التي شهدتها البلاد.